# Rosen-Zeitung

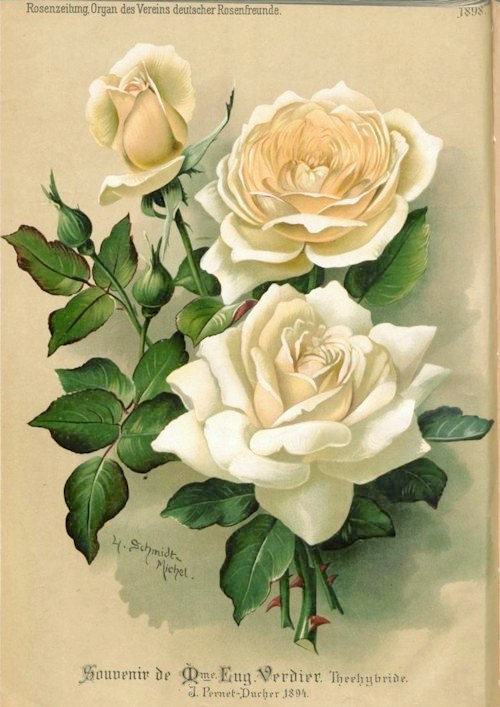
'Souvenir de Madame Eugène Verdier' (Pernet-Ducher 1891), illustration de la Rosen-Zeitung par Helena (Lena) Schmidt-Michel (1898).

La Rosen-Zeitung (en français Journal des Roses) est une revue allemande, spécialisée dans le domaine des roses qui a été publiée de 1886 à 1933, puis relancée de 1991 à 1993. Elle était éditée mensuellement par la Verein Deutscher Rosenfreunde (Union des amis des roses allemands).

## Histoire
Le premier rédacteur-en-chef de cette revue est Conrad Strassheim de 1886 à 1890, avant de prendre la fonction de directeur commercial de la maison Lambert. Hermann Kiese a été à la tête de la revue de 1911 à 1919. De 1923 à 1933, la revue est dirigée par Ewald Gnau (1853-1943), également directeur commercial de l'Union des amis allemands des roses.
Chaque brochure s'ouvre par une planche en couleurs représentant le portrait d'une rose en chromolithographie, dont l'original est spécialement commandé par la revue à un peintre, et le plus souvent sous forme d'aquarelle, accompagné d'un texte descriptif. Quelques-unes de ces illustrations composées par Lena Schmidt-Michel ont été publiées dans un livre d'art en 1997 : Rosen-Porträts. Die schönsten Farbtafeln aus der Rosen-Zeitung 1886-1921. 
De 1886 à 1920, la couverture est rouge ou verte avec des ornements et lettres d'or. La couverture de la table annuelle des matières montre aussi des motifs délicatement composés qui reflètent l'esprit de l'époque.